# Icogne
Icogne – miejscowość i gmina (commune) w południowej Szwajcarii, w kantonie Valais, w okręgu (district) Sierre. Leży nad jeziorem Lac de Tseuzier.

## Demografia
W Icogne mieszka 648 osób. W 2021 roku 25,5% populacji gminy stanowiły osoby urodzone poza Szwajcarią. 